# Cục Quản lý nhà và thị trường bất động sản (Việt Nam)
Cục Quản lý nhà và thị trường bất động sản là cơ quan trực thuộc Bộ Xây dựng, thực hiện chức năng tham mưu, giúp Bộ trưởng quản lý nhà nước và tổ chức thực thi pháp luật đối với lĩnh vực: nhà ở, công sở, thị trường bất động sản, tổ chức thực hiện các chương trình trọng điểm quốc gia về nhà ở do Thủ tướng Chính phủ giao cho Bộ Xây dựng theo phân công, ủy quyền của Bộ trưởng.
Cục Quản lý nhà và thị trường bất động sản thành lập ngày 23 tháng 4 năm 2008, trên cơ sở đổi tên từ Cục Quản lý nhà theo Quyết định số 591/QĐ-BXD ngày 23 tháng 4 năm 2008 của Bộ trưởng Bộ Xây dựng.
Chức năng, nhiệm vụ, quyền hạn và cơ cấu tổ chức của Cục Quản lý nhà và thị trường bất động sản được quy định tại Quyết định 991/QĐ-BXD ngày 25 tháng 9 năm 2017 của Bộ trưởng Bộ Xây dựng.

## Lãnh đạo Cục[3]
- Cục trưởng: Tống Thị Hạnh[4]
- Phó Cục trưởng:

1. Vương Duy Dũng[5]
2. Hà Quang Hưng

## Cơ cấu tổ chức
(Theo Khoản 1, Điều 3, Quyết định 991/QĐ-BXD ngày 25 tháng 9 năm 2017 của Bộ trưởng Bộ Xây dựng)

### Các phòng giúp việc Cục trưởng
- Văn phòng Cục
- Phòng Quản lý nhà ở
- Phòng Quản lý nhà công sở
- Phòng Quản lý thị trường bất động sản
- Phòng Phát triển nhà ở nông thôn
- Phòng Phát triển nhà ở đô thị
- Phòng Thông tin - Thống kê
- Ban Quản lý nhà ở công vụ

### Đơn vị sự nghiệp
- Trung tâm Nghiên cứu nhà ở và thị trường bất động sản